# Správní obvod obce s rozšířenou působností Telč
Správní obvod obce s rozšířenou působností Telč je od 1. ledna 2003 jedním ze dvou správních obvodů rozšířené působnosti obcí v okrese Jihlava v Kraji Vysočina. Čítá 45 obcí.
Město Telč je zároveň obcí s pověřeným obecním úřadem, přičemž oba správní obvody jsou územně totožné.

## Seznam obcí
Poznámka: Města jsou vyznačena tučně, městyse kurzívou.
- Bohuslavice
- Borovná
- Černíč
- Dolní Vilímeč
- Doupě
- Dyjice
- Horní Myslová
- Hostětice
- Jindřichovice
- Klatovec
- Knínice
- Kostelní Myslová
- Krahulčí
- Krasonice
- Lhotka
- Markvartice
- Mrákotín
- Mysletice
- Mysliboř
- Nevcehle
- Nová Říše
- Olšany
- Olší
- Ořechov
- Panské Dubenky
- Radkov
- Rozseč
- Řásná
- Řídelov
- Sedlatice
- Sedlejov
- Stará Říše
- Strachoňovice
- Svojkovice
- Telč
- Urbanov
- Vanov
- Vanůvek
- Vápovice
- Volevčice
- Vystrčenovice
- Zadní Vydří
- Zdeňkov
- Zvolenovice
- Žatec

## Obyvatelstvo
| Rok  | Obyv.  | ± %    |
| ---- | ------ | ------ |
| 1869 | 17 431 | —      |
| 1880 | 18 355 | +5,3 % |
| 1890 | 18 245 | −0,6 % |
| 1900 | 17 713 | −2,9 % |
| 1910 | 17 561 | −0,9 % |

| Rok  | Obyv.  | ± %     |
| ---- | ------ | ------- |
| 1921 | 17 617 | +0,3 %  |
| 1930 | 17 231 | −2,2 %  |
| 1950 | 14 423 | −16,3 % |
| 1961 | 15 403 | +6,8 %  |
| 1970 | 14 826 | −3,7 %  |

| Rok  | Obyv.  | ± %    |
| ---- | ------ | ------ |
| 1980 | 14 438 | −2,6 % |
| 1991 | 13 862 | −4 %   |
| 2001 | 13 814 | −0,3 % |
| 2011 | 13 036 | −5,6 % |
| 2021 | 12 542 | −3,8 % |